# 해동비록
《해동비록》(海東秘錄)은 고려시대의 음양지리서(陰陽地理書), 곧 도참서(圖讖書)이다. 오늘날 전하지 않는다. 예종의 명으로 1106년(예종 1)에 김인존(金仁存), 최선(崔璿), 이재(李載), 이덕우(李德羽), 박승중(朴昇中) 등이 저술하였다. 당시까지 전해 오던 여러 음양지리서를 1권으로 정리한 것이다. 예종이 《해동비록》(海東秘錄)이라 이름지었다.

## 같이 보기
- 풍수

## 참고 문헌
- 이 문서에는 다음커뮤니케이션(현 카카오)에서 GFDL 또는 CC-SA 라이선스로 배포한 글로벌 세계대백과사전의 "〈귀족문화〉" 항목을 기초로 작성된 글이 포함되어 있습니다.